# Sytuacje specjalne
Ten artykuł opisuje zagadnienie koszykarskie zgodne z normami FIBA.
Zasady w ligach NBA, NCAA lub innych mogą różnić się od tutaj przedstawionych.
Sytuacje specjalne – są to sytuacje w koszykówce, w których w trakcie okresu zatrzymania zegara czasu gry w wyniku naruszenia przepisów gry, popełniony zostaje kolejny faul lub faule.

## Procedura sytuacji specjalnej
W momencie wystąpienia sytuacji specjalnej, wszystkie popełnione faule muszą zostać zapisane w protokole meczu, a kary za te przewinienia muszą zostać ustalone. Po ustaleniu kolejności popełnienia naruszeń przepisów, należy skasować w kolejności takiej, w jakiej zostały orzeczone, następujące kary:
- kary za faule obustronne
- równe kary przeciwko obu drużynom[4].

Gdy kary zostały zapisane, a następnie skasowane, uznaje się je tak, jak gdyby nigdy nie zaistniały. Prawo do posiadania piłki w wyniku ostatniej kary kasuje wszystkie wcześniejsze prawa do posiadania piłki.

## Kary, których nie dotyczy sytuacja specjalna
Gdy po lub podczas wykonywania kary, piłka stała się żywa przy wprowadzaniu piłki z autu albo przy pierwszym rzucie wolnym, kary tej nie można już użyć w celu skasowania innych kar. Wszelkie pozostałe kary muszą zostać wykonane w takiej kolejności, w jakiej je orzeczono. 

## Wznowienie gry po sytuacji specjalnej
Po skasowaniu wszystkich możliwych kar, w wyniku wystąpienia sytuacji specjalnej, istnieje specjalny sposób wznowienia gry, w zależności od zaistniałej sytuacji.
Jeśli mniej więcej w tym samym czasie, gdy w wyniku pierwszego naruszenia przepisów gry zegar gry zostaje zatrzymany:
- zdobyto kosz z gry, piłka powinna zostać wprowadzona z linii końcowej przez przeciwników zdobywców kosza[8];
- drużyna posiadała piłkę (lub miała przyznane prawo do jej posiadania), drużyna ta powinna wprowadzić piłkę w pobliżu miejsca naruszenia przepisów[8];
- żadna z drużyn nie posiadała piłki ani nie miała prawa do jej posiadania, następuje sytuacja rzutu sędziowskiego[8][9], w wyniku której zastosowanie ma zasada naprzemiennego posiadania piłki w sytuacjach rzutu sędziowskiego[10].